# Національний історико-архітектурний музей «Київська фортеця»
Національний історико-архітектурний музей «Київська фортеця» (Музей «Київська фортеця») — музейний комплекс на базі Госпітального укріплення Київської фортеці, який складається з експозиції «Історія розвитку фортифікації на теренах України» та «Історія використання споруд Київської фортеці», експозицію просто неба з оборонними валами, фортечною стіною і капонірами. Також до НІАМ «Київська фортеця» належать пам'ятки архітектури Башта № 4 (вул. Старонаводницька, 2), пам'ятка архітектури Національного значення «Лисогірський форт», який має статус об'єкта природно-заповідного фонду України (Регіональний ландшафтний парк «Лиса гора» (вул. Саперно-Слобідська).

## Історія
Перша експозиція присвячена історії використання Косого капоніру — колишньої оборонної споруди, а з 1863 р. — приміщення для утримання в'язнів, була відкрита в приміщенні Музею революції та мала назву «В'язниця, каторга заслання».
Навесні 1930 р. Косий капонір передали у власність Музею Революції.
Робота музею продовжувалась недовго. Через сталінські репресії в середині 30-х років інформацію яку ніс музей намагались знищити або приховати. Тому з 1935 по 1940 рр. майже весь керівний склад та наукові співробітники були репресовані. Рада Народних Комісарів УСРС постановою № 1358 від 3 жовтня 1940 р. Про Київський музей Революції постановила: «Прийняти пропозицію Київського обкому КП(б)У та наркомосвіти УСРС про об'єднання Київського обласного музею Революції із Центральним Історичним музеєм та передати йому всі фонди». Так «Косий капонір» припинив своє існування.
Після війни приміщення Косого капоніру було зайняте військовою частиною, в 1949 р. відділ культури Виконкому Київської Ради депутатів і трудящих здав приміщення Косого Капоніру в оренду фабриці індпошиву взуття промкооперації. 
30 серпня 1967 р. ЦК КПУ прийняв постанову Політбюро Протокол № 2616 "Про відновлення в м. Києві музею «Косий капонір» як філіалу Державного Історичного музею УРСР.
28 вересня 1967 р. Рада Міністрів УРСР прийняла постанову № 633 «Про відновлення в м. Києві музею „Косий капонір“ — філіалу Державного Історичного музею УРСР».
24 вересня 1971 р. музей знову було відкрито, але з новою назвою історико-революційний та архітектурний музей «Косий капонір».
Крім матеріалів, присвячених революційним подіям, в експозиції музею вперше були зібрані документи про будівництво Києво-Печерської фортеці (XVIII—XIX ст.) та про перетворення Косого капоніру на військово-політичну в'язницю.
18 грудня 1991 р. Київська Міська Рада народних депутатів ухвалила рішення про перейменування історико-революційного та архітектурного музею «Косий капонір» на історико-архітектурну пам'ятку «Київська фортеця».
30 липня 1997 р. було прийнято розпорядження № 1226 «Про організацію робіт по реконструкції та музеєфікації Госпітального укріплення Київської фортеці».
3 травня 2007 р. Указом Президента України Віктора Ющенка історико-архітектурній пам'ятці-музею «Київська фортеця» було надано статус Національного, а сам музей отримав назву "Національний історико-архітектурний музей «Київська фортеця».

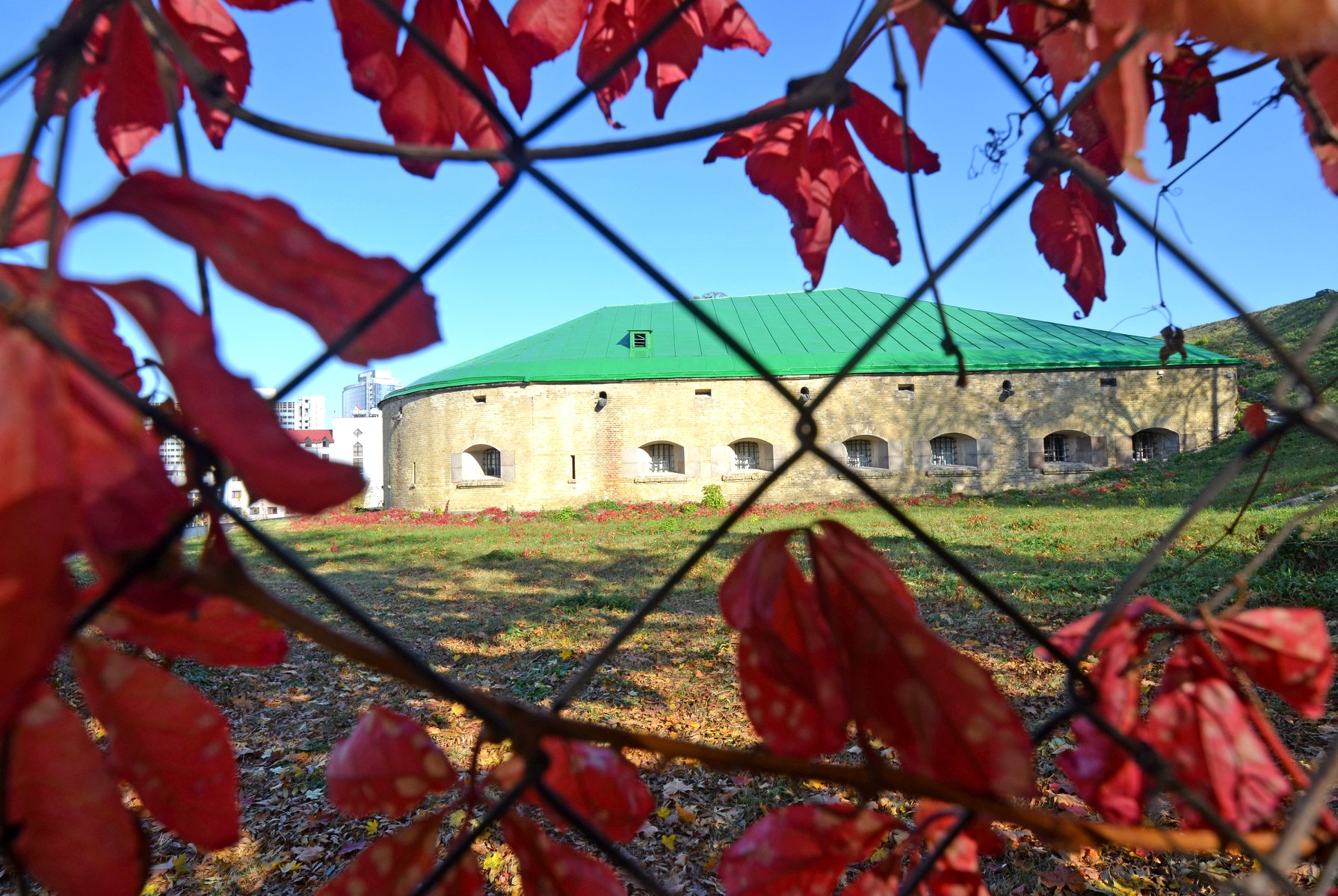
Косий капонір Госпітального укріплення. Експозиція «Історія використання споруд Київської фортеці» НІАМ «Київська фортеця»

В період 2020—2021 рр. за сприяння мера Києва — Віталія Кличка та директорці Департаменту культури Діани Попової були проведені першочергові протиаварійні роботи на Башті № 4 Київської фортеці.

## Керівники
Станом на 2011 рік директором музею був Кулініч В'ячеслав Якович, який також був членом Ради з питань розвитку Національного культурно-мистецького та музейного комплексу «Мистецький арсенал».
Новікова-Вигран Оксана Сергіївна працює в НІАМ «Київська фортеця» з 1997 року. У 2003—2015 рр. — на посаді заступника генерального директора з науково-просвітницької роботи, з 22 вересня 2015 р. — в.о. генерального директора НІАМ «Київська фортеця», з 10 січня 2017 р. — на посаді генерального директора НІАМ «Київська фортеця» на конкурсній основі.

## Реалізація у суспільстві
У 2021 р. на честь 50 річчя музею Укрпошта випустила художній конверт Історико-архітектурна пам'ятка-музей «Київська фортеця». Також у 2021 році Національним банком України була випущена пам'ятна монета Київська фортеця (монета).

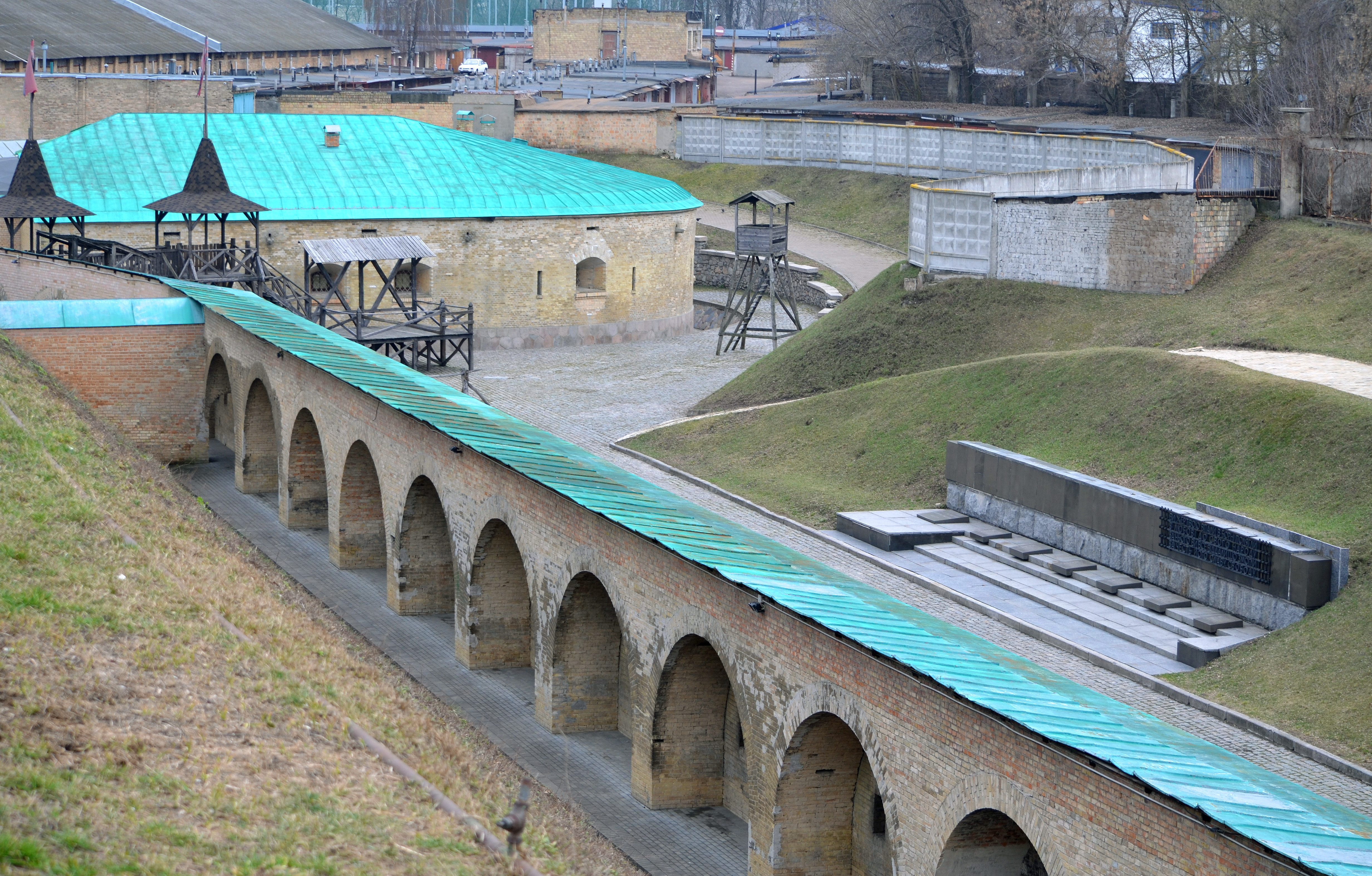
Капонір II полігону Госпітального укріплення та фрагмент ескарпової стіни. Експозиція «Історія фортифікації на теренах України».

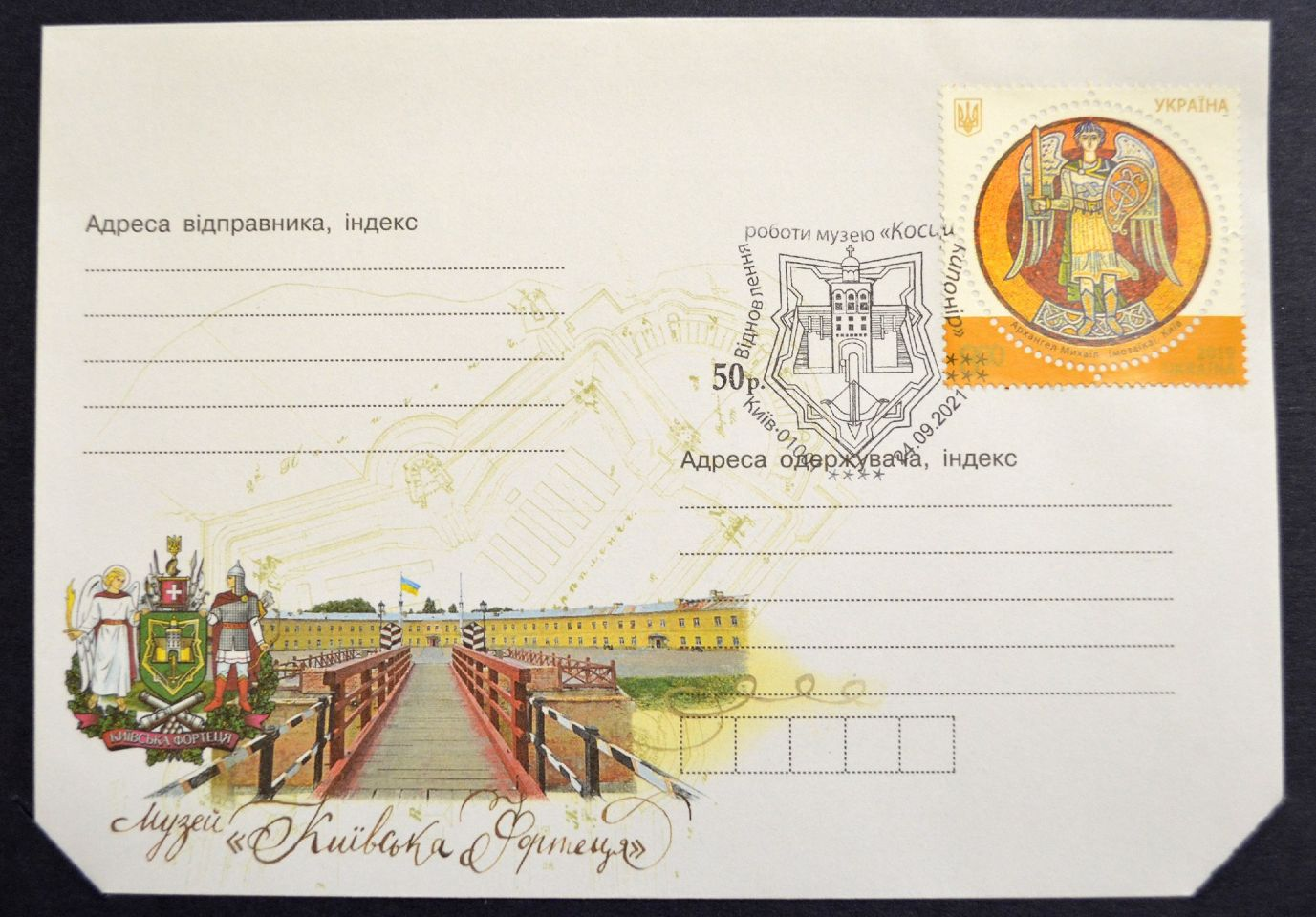
Художній конверт випущений Укрпоштою на честь 50-річчя НІАМ «Київська фортеця».